# Suchomimus tenerensis
Suchomimus (il cui nome significa "imitatore di coccodrilli") è un genere estinto di dinosauro teropode spinosauride vissuto nel Cretaceo inferiore, circa 125-112 milioni di anni fa (Aptiano-Albiano) in quello che oggi è il Niger.
Il genere contiene una singola specie, ossia S. tenerensis, descritta da Paul Sereno e colleghi, sulla base di uno scheletro parziale rinvenuto nella Formazione Erlhaz. Il suo cranio era molto lungo e poco profondo, simile a quello di un coccodrillo, da cui prende il nome, mentre il nome specifico, tenerensis, allude alla località in cui sono stati rinvenuti i suoi primi resti, il deserto del Ténéré. Alcuni paleontologi considerano l'animale una specie africana dello spinosauride europea Baryonyx, ossia B. tenerensis. Suchomimus potrebbe anche essere un sinonimo junior del contemporaneo spinosauride Cristatusaurus lapparenti, sebbene quest'ultimo taxon sia basato su resti molto più frammentari.
Suchomimus poteva raggiungere i 9,5-11 metri (31-36 piedi) di lunghezza, per un peso compreso tra 2,5 e 5,2 tonnellate, sebbene l'esemplare olotipo potrebbe rappresentare un esemplare non completamente sviluppato. Lo stretto cranio di Suchomimus era sostenuto da un collo lungo e spesso, e le zampe anteriori erano molto robuste, armate di grandi artigli su ciascun dito, in particolare sul primo dito della mano che presentava un artiglio particolarmente sviluppato. Lungo la linea mediana della schiena dell'animale correva una bassa vela dorsale, costituita dalle lunghe spine neurali delle vertebre. Come altri spinosauridi, probabilmente questo animale aveva una dieta a base di pesce e altri animali di piccola taglia.

## Descrizione

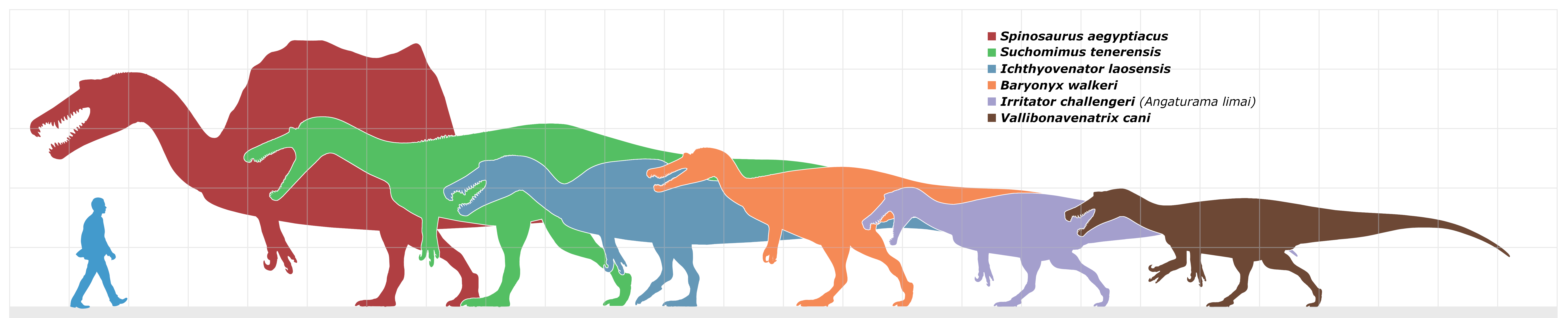
Dimensioni di Suchomimus (in verde), a confronto con altri spinosauridi

La lunghezza dell'esemplare tipo di Suchomimus, un individuo subadulto, venne inizialmente stimata intorno ai 10,3-11 metri (34–36 piedi), per un peso stimato tra le 2,7 e le 5,2 tonnellate (3,0-5,7 tonnellate corte). Gregory S. Paul, tuttavia, ha fornito stime inferiori, con una lunghezza di 9,5 metri (31 piedi), per un peso 2,5 tonnellate (2,8 tonnellate corte).

### Cranio

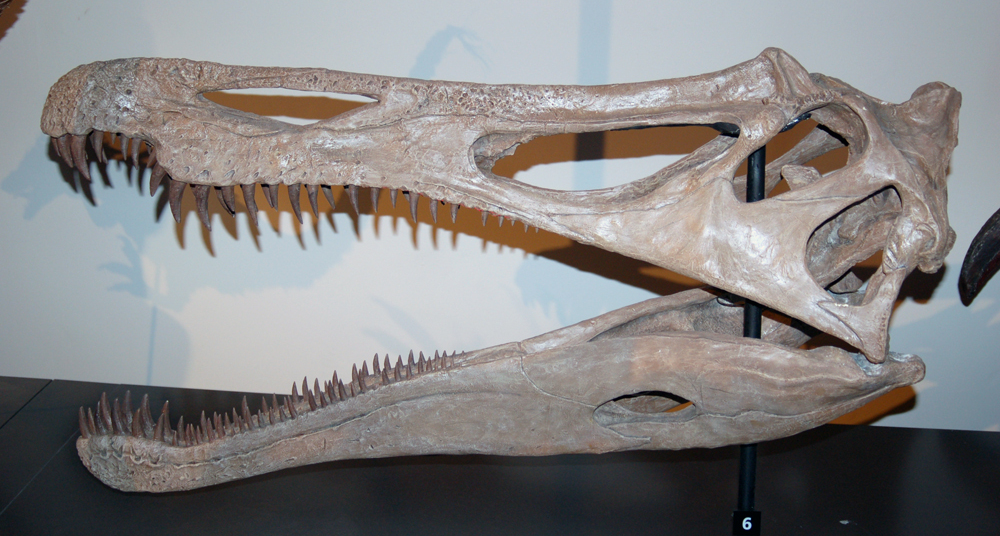
Cranio di S. tenerensis

A differenza della maggior parte dei dinosauri teropodi di grandi dimensioni, Suchomimus possedeva un muso molto lungo, basso e dalle fauci strette, formate da un'espansione anteriore della premascella e del ramus anteriore della mascella. La premascella presentava un ramo verso l'alto che escludeva la mascella superiore dalle narici. Le mascelle presentavano circa 122 denti conici ed appuntiti, non molto affilati e curvati leggermente all'indietro, e dalla dentellatura sottile. La punta del muso era allargata lateralmente e presentava una "rosetta terminale" di denti più lunghi, 7 per lato, e circa lo stesso numero nella parte corrispondente della mandibola. Più indietro, erano presenti almeno 22 denti per lato mascellare, mentre l'intera mandibola conteneva circa 32 denti.
La mascella presentava una sporgenza prominente proprio dietro la rosetta, sporgente verso il basso; questa parte convessa della mascella è dove alloggiavano i denti più lunghi dell'intero cranio. Le prominenze interne dell'osso mascellare si incontrano a grande distanza, formando un palato secondario chiuso che irrigidiva il muso. Le narici ossee erano lunghe, strette e posizionate orizzontalmente; lo stesso valeva per la più grande fenestra antorbitale, un paio di aperture poste davanti agli occhi. La parte posteriore del cranio è poco conosciuta, sebbene sappiamo che l'osso quadrato era corto, separato dall'osso quadratougale da un grande forame quadratico. La mandibola era molto allungata e stretta, formando una struttura rigida mentre i rami mandibolari si toccavano sulla linea mediana, rinforzando la mandibola contro le forze di torsione (flessioni e torsioni).

### Scheletro
Gli autori che descrissero Suchomimus per la prima volta stabilirono alcuni autapomorfie (tratti derivati unici). Le spine neurali sporgenti verso l'alto delle vertebre dorsali posteriori, sacrali, e caudali anteriori, sono espanse in vista laterale. Gli angoli superiori dell'omero sono molto robusti. L'omero presenta un'estensione (crescita eccessiva dell'osso) sopra il condilo che toccava il radio a forma di uncino. Il collo era relativamente lungo e muscoloso, come dimostrato dalle forti epipofisi. Erano presenti circa sedici vertebre dorsali, le cui spine neurali erano insolitamente estese, in un'estensione a forma di lama verso l'alto, ed allungate nella parte posteriore. Quelle delle cinque vertebre sacrali erano le più lunghe. Questa vela che andava a formarsi, grazie all'estensione delle spine neurali, continuava fino a metà della coda. Non è certo quale fosse il ruolo di queste spine allungate: forse supportavano una bassa vela di pelle, più alta sui fianchi, più bassa e più estesa posteriormente, rispetto a quella di Spinosaurus.
La furcula è a forma di V e indica un torace alto e stretto. L'omero era molto grande e robusto, eguagliato in dimensioni solo da quello di Megalosaurus e Torvosaurus. Di conseguenza, l'ulna era ben sviluppata con un enorme olecrano, un tratto eccezionale condiviso con Baryonyx. La forte muscolatura del braccio, aggiungeva potenza ai grandi artigli della mano, il cui primo dito presentava un grande artiglio, lungo circa 19 centimetri (7,5 pollici).
Nel bacino, l'ileo è alto. Il pube ha una superficie frontale più ampia della superficie laterale. Il femore è dritto e robusto, con una lunghezza di 107 centimetri (42 pollici) nell'olotipo. Il suo piccolo trocantere è marcatamente simile a una piastra.

## Classificazione

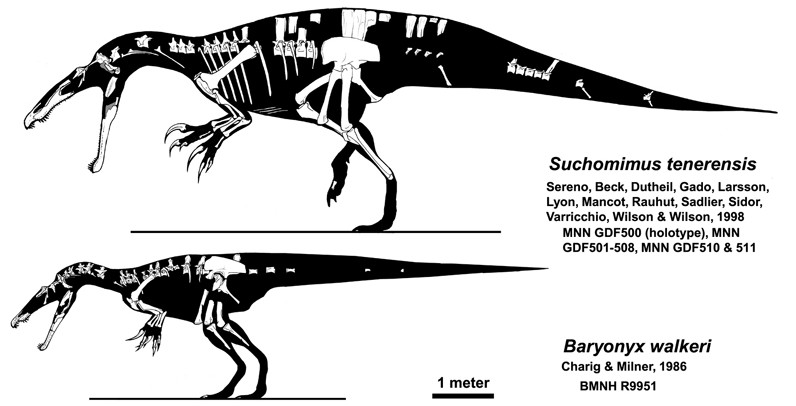
Diagramma degli elementi ossei conosciuti combinati di vari esemplari di Suchomimus (sopra), a confronto con Baryonyx

Suchomimus è stato collocato all'interno della famiglia Spinosauridae, un gruppo di grandi dinosauri teropodi, caratterizzati da lunghe e strette fauci, adatte ad afferrare e trattenere prede viscide, come i pesci, contrariamente ad altri teropodi dal cranio alto e robusto, come i Tyrannosauridae. I loro denti erano adatti per afferrare piuttosto che per tagliare o per frantumare, ed il palato era più solido, permettendo agli spinosauridi di resistere alle torsioni esercitate dalla preda. Il corpo era simile a quello di altri teropodi terrestri, mentre in alcuni generi, come Spinosaurus, erano presenti adattamenti più evidenti per una vita semi-acquatica.
All'interno degli Spinosauridi, Suchomimus è un membro della sottofamiglia Baryonychinae. Ad eccezione della sua estesa vela dorsale, Suchomimus era molto simile a Baryonyx del Barremiano d'Inghilterra, anch'esso dotato di forti arti anteriori e un enorme artiglio a forma di falce sul primo dito della mano. Proprio come con Suchomimus, l'artiglio del Baryonyx fu la prima componente ossea ad essere ritrovata sul campo. L'olotipo di Suchomimus era considerevolmente più grande di quello di Baryonyx, sebbene le età dei due individui non sono note.
Nel 2002 il paleontologo tedesco Hans-Dieter Sues e colleghi conclusero che Suchomimus era identico a Cristatusaurus, ritrovato nella stessa formazione nel Niger e, nonostante Cristatusaurus fosse stato nominato un po' prima di Suchomimus, propose che entrambi i taxon rappresentassero una seconda specie di Baryonyx, chiamata Baryonyx tenerensis. Nel 1998 Sereno e colleghi hanno analizzato la distribuzione di quarantacinque tratti per produrre un cladogramma che mostrasse Suchomimus e Baryonyx come generi distinti ma comunque strettamente correlati.
La nuova analisi filogenetica di Arden et al. (2018), include molti taxa ancora privi di nome, risolve Baryonychinae come monofiletica, e conia anche il nuovo termine Spinosaurini per il clade di Sigilmassasaurus e Spinosaurus:
|  | Baryonyx walkeri      |
|  |                       |
|  | Suchomimus tenerensis |
|  |                       |

|              | Irritator challengeri |
|              | |
|              | Oxalaia quilombensis |
|              | |
| Spinosaurini | \| \| Taxon di Gara Samani \| \| \| \| \| \| Sigilmassasaurus brevicollis \| \| \| \| \| \| Spinosaurus aegyptiacus \| \| \| \| |
|              | \| \| Taxon di Gara Samani \| \| \| \| \| \| Sigilmassasaurus brevicollis \| \| \| \| \| \| Spinosaurus aegyptiacus \| \| \| \| |
|              | Taxon di Gara Samani |
|              | |
|              | Sigilmassasaurus brevicollis |
|              | |
|              | Spinosaurus aegyptiacus |
|              | |

|  | Taxon di Gara Samani         |
|  |                              |
|  | Sigilmassasaurus brevicollis |
|  |                              |
|  | Spinosaurus aegyptiacus      |
|  |                              |

|              | Irritator challengeri |
|              | |
|              | Oxalaia quilombensis |
|              | |
| Spinosaurini | \| \| Taxon di Gara Samani \| \| \| \| \| \| Sigilmassasaurus brevicollis \| \| \| \| \| \| Spinosaurus aegyptiacus \| \| \| \| |
|              | \| \| Taxon di Gara Samani \| \| \| \| \| \| Sigilmassasaurus brevicollis \| \| \| \| \| \| Spinosaurus aegyptiacus \| \| \| \| |
|              | Taxon di Gara Samani |
|              | |
|              | Sigilmassasaurus brevicollis |
|              | |
|              | Spinosaurus aegyptiacus |
|              | |

|  | Taxon di Gara Samani         |
|  |                              |
|  | Sigilmassasaurus brevicollis |
|  |                              |
|  | Spinosaurus aegyptiacus      |
|  |                              |

|              | Irritator challengeri |
|              | |
|              | Oxalaia quilombensis |
|              | |
| Spinosaurini | \| \| Taxon di Gara Samani \| \| \| \| \| \| Sigilmassasaurus brevicollis \| \| \| \| \| \| Spinosaurus aegyptiacus \| \| \| \| |
|              | \| \| Taxon di Gara Samani \| \| \| \| \| \| Sigilmassasaurus brevicollis \| \| \| \| \| \| Spinosaurus aegyptiacus \| \| \| \| |
|              | Taxon di Gara Samani |
|              | |
|              | Sigilmassasaurus brevicollis |
|              | |
|              | Spinosaurus aegyptiacus |
|              | |

|  | Taxon di Gara Samani         |
|  |                              |
|  | Sigilmassasaurus brevicollis |
|  |                              |
|  | Spinosaurus aegyptiacus      |
|  |                              |

|              | Irritator challengeri |
|              | |
|              | Oxalaia quilombensis |
|              | |
| Spinosaurini | \| \| Taxon di Gara Samani \| \| \| \| \| \| Sigilmassasaurus brevicollis \| \| \| \| \| \| Spinosaurus aegyptiacus \| \| \| \| |
|              | \| \| Taxon di Gara Samani \| \| \| \| \| \| Sigilmassasaurus brevicollis \| \| \| \| \| \| Spinosaurus aegyptiacus \| \| \| \| |
|              | Taxon di Gara Samani |
|              | |
|              | Sigilmassasaurus brevicollis |
|              | |
|              | Spinosaurus aegyptiacus |
|              | |

|  | Taxon di Gara Samani         |
|  |                              |
|  | Sigilmassasaurus brevicollis |
|  |                              |
|  | Spinosaurus aegyptiacus      |
|  |                              |

|              | Irritator challengeri |
|              | |
|              | Oxalaia quilombensis |
|              | |
| Spinosaurini | \| \| Taxon di Gara Samani \| \| \| \| \| \| Sigilmassasaurus brevicollis \| \| \| \| \| \| Spinosaurus aegyptiacus \| \| \| \| |
|              | \| \| Taxon di Gara Samani \| \| \| \| \| \| Sigilmassasaurus brevicollis \| \| \| \| \| \| Spinosaurus aegyptiacus \| \| \| \| |
|              | Taxon di Gara Samani |
|              | |
|              | Sigilmassasaurus brevicollis |
|              | |
|              | Spinosaurus aegyptiacus |
|              | |

|  | Taxon di Gara Samani         |
|  |                              |
|  | Sigilmassasaurus brevicollis |
|  |                              |
|  | Spinosaurus aegyptiacus      |
|  |                              |

|              | Irritator challengeri |
|              | |
|              | Oxalaia quilombensis |
|              | |
| Spinosaurini | \| \| Taxon di Gara Samani \| \| \| \| \| \| Sigilmassasaurus brevicollis \| \| \| \| \| \| Spinosaurus aegyptiacus \| \| \| \| |
|              | \| \| Taxon di Gara Samani \| \| \| \| \| \| Sigilmassasaurus brevicollis \| \| \| \| \| \| Spinosaurus aegyptiacus \| \| \| \| |
|              | Taxon di Gara Samani |
|              | |
|              | Sigilmassasaurus brevicollis |
|              | |
|              | Spinosaurus aegyptiacus |
|              | |

|  | Taxon di Gara Samani         |
|  |                              |
|  | Sigilmassasaurus brevicollis |
|  |                              |
|  | Spinosaurus aegyptiacus      |
|  |                              |

|              | Irritator challengeri |
|              | |
|              | Oxalaia quilombensis |
|              | |
| Spinosaurini | \| \| Taxon di Gara Samani \| \| \| \| \| \| Sigilmassasaurus brevicollis \| \| \| \| \| \| Spinosaurus aegyptiacus \| \| \| \| |
|              | \| \| Taxon di Gara Samani \| \| \| \| \| \| Sigilmassasaurus brevicollis \| \| \| \| \| \| Spinosaurus aegyptiacus \| \| \| \| |
|              | Taxon di Gara Samani |
|              | |
|              | Sigilmassasaurus brevicollis |
|              | |
|              | Spinosaurus aegyptiacus |
|              | |

|  | Taxon di Gara Samani         |
|  |                              |
|  | Sigilmassasaurus brevicollis |
|  |                              |
|  | Spinosaurus aegyptiacus      |
|  |                              |

|              | Irritator challengeri |
|              | |
|              | Oxalaia quilombensis |
|              | |
| Spinosaurini | \| \| Taxon di Gara Samani \| \| \| \| \| \| Sigilmassasaurus brevicollis \| \| \| \| \| \| Spinosaurus aegyptiacus \| \| \| \| |
|              | \| \| Taxon di Gara Samani \| \| \| \| \| \| Sigilmassasaurus brevicollis \| \| \| \| \| \| Spinosaurus aegyptiacus \| \| \| \| |
|              | Taxon di Gara Samani |
|              | |
|              | Sigilmassasaurus brevicollis |
|              | |
|              | Spinosaurus aegyptiacus |
|              | |

|  | Taxon di Gara Samani         |
|  |                              |
|  | Sigilmassasaurus brevicollis |
|  |                              |
|  | Spinosaurus aegyptiacus      |
|  |                              |

|  | Baryonyx walkeri      |
|  |                       |
|  | Suchomimus tenerensis |
|  |                       |

|              | Irritator challengeri |
|              | |
|              | Oxalaia quilombensis |
|              | |
| Spinosaurini | \| \| Taxon di Gara Samani \| \| \| \| \| \| Sigilmassasaurus brevicollis \| \| \| \| \| \| Spinosaurus aegyptiacus \| \| \| \| |
|              | \| \| Taxon di Gara Samani \| \| \| \| \| \| Sigilmassasaurus brevicollis \| \| \| \| \| \| Spinosaurus aegyptiacus \| \| \| \| |
|              | Taxon di Gara Samani |
|              | |
|              | Sigilmassasaurus brevicollis |
|              | |
|              | Spinosaurus aegyptiacus |
|              | |

|  | Taxon di Gara Samani         |
|  |                              |
|  | Sigilmassasaurus brevicollis |
|  |                              |
|  | Spinosaurus aegyptiacus      |
|  |                              |

|              | Irritator challengeri |
|              | |
|              | Oxalaia quilombensis |
|              | |
| Spinosaurini | \| \| Taxon di Gara Samani \| \| \| \| \| \| Sigilmassasaurus brevicollis \| \| \| \| \| \| Spinosaurus aegyptiacus \| \| \| \| |
|              | \| \| Taxon di Gara Samani \| \| \| \| \| \| Sigilmassasaurus brevicollis \| \| \| \| \| \| Spinosaurus aegyptiacus \| \| \| \| |
|              | Taxon di Gara Samani |
|              | |
|              | Sigilmassasaurus brevicollis |
|              | |
|              | Spinosaurus aegyptiacus |
|              | |

|  | Taxon di Gara Samani         |
|  |                              |
|  | Sigilmassasaurus brevicollis |
|  |                              |
|  | Spinosaurus aegyptiacus      |
|  |                              |

|              | Irritator challengeri |
|              | |
|              | Oxalaia quilombensis |
|              | |
| Spinosaurini | \| \| Taxon di Gara Samani \| \| \| \| \| \| Sigilmassasaurus brevicollis \| \| \| \| \| \| Spinosaurus aegyptiacus \| \| \| \| |
|              | \| \| Taxon di Gara Samani \| \| \| \| \| \| Sigilmassasaurus brevicollis \| \| \| \| \| \| Spinosaurus aegyptiacus \| \| \| \| |
|              | Taxon di Gara Samani |
|              | |
|              | Sigilmassasaurus brevicollis |
|              | |
|              | Spinosaurus aegyptiacus |
|              | |

|  | Taxon di Gara Samani         |
|  |                              |
|  | Sigilmassasaurus brevicollis |
|  |                              |
|  | Spinosaurus aegyptiacus      |
|  |                              |

|              | Irritator challengeri |
|              | |
|              | Oxalaia quilombensis |
|              | |
| Spinosaurini | \| \| Taxon di Gara Samani \| \| \| \| \| \| Sigilmassasaurus brevicollis \| \| \| \| \| \| Spinosaurus aegyptiacus \| \| \| \| |
|              | \| \| Taxon di Gara Samani \| \| \| \| \| \| Sigilmassasaurus brevicollis \| \| \| \| \| \| Spinosaurus aegyptiacus \| \| \| \| |
|              | Taxon di Gara Samani |
|              | |
|              | Sigilmassasaurus brevicollis |
|              | |
|              | Spinosaurus aegyptiacus |
|              | |

|  | Taxon di Gara Samani         |
|  |                              |
|  | Sigilmassasaurus brevicollis |
|  |                              |
|  | Spinosaurus aegyptiacus      |
|  |                              |

|              | Irritator challengeri |
|              | |
|              | Oxalaia quilombensis |
|              | |
| Spinosaurini | \| \| Taxon di Gara Samani \| \| \| \| \| \| Sigilmassasaurus brevicollis \| \| \| \| \| \| Spinosaurus aegyptiacus \| \| \| \| |
|              | \| \| Taxon di Gara Samani \| \| \| \| \| \| Sigilmassasaurus brevicollis \| \| \| \| \| \| Spinosaurus aegyptiacus \| \| \| \| |
|              | Taxon di Gara Samani |
|              | |
|              | Sigilmassasaurus brevicollis |
|              | |
|              | Spinosaurus aegyptiacus |
|              | |

|  | Taxon di Gara Samani         |
|  |                              |
|  | Sigilmassasaurus brevicollis |
|  |                              |
|  | Spinosaurus aegyptiacus      |
|  |                              |

|              | Irritator challengeri |
|              | |
|              | Oxalaia quilombensis |
|              | |
| Spinosaurini | \| \| Taxon di Gara Samani \| \| \| \| \| \| Sigilmassasaurus brevicollis \| \| \| \| \| \| Spinosaurus aegyptiacus \| \| \| \| |
|              | \| \| Taxon di Gara Samani \| \| \| \| \| \| Sigilmassasaurus brevicollis \| \| \| \| \| \| Spinosaurus aegyptiacus \| \| \| \| |
|              | Taxon di Gara Samani |
|              | |
|              | Sigilmassasaurus brevicollis |
|              | |
|              | Spinosaurus aegyptiacus |
|              | |

|  | Taxon di Gara Samani         |
|  |                              |
|  | Sigilmassasaurus brevicollis |
|  |                              |
|  | Spinosaurus aegyptiacus      |
|  |                              |

|              | Irritator challengeri |
|              | |
|              | Oxalaia quilombensis |
|              | |
| Spinosaurini | \| \| Taxon di Gara Samani \| \| \| \| \| \| Sigilmassasaurus brevicollis \| \| \| \| \| \| Spinosaurus aegyptiacus \| \| \| \| |
|              | \| \| Taxon di Gara Samani \| \| \| \| \| \| Sigilmassasaurus brevicollis \| \| \| \| \| \| Spinosaurus aegyptiacus \| \| \| \| |
|              | Taxon di Gara Samani |
|              | |
|              | Sigilmassasaurus brevicollis |
|              | |
|              | Spinosaurus aegyptiacus |
|              | |

|  | Taxon di Gara Samani         |
|  |                              |
|  | Sigilmassasaurus brevicollis |
|  |                              |
|  | Spinosaurus aegyptiacus      |
|  |                              |

|              | Irritator challengeri |
|              | |
|              | Oxalaia quilombensis |
|              | |
| Spinosaurini | \| \| Taxon di Gara Samani \| \| \| \| \| \| Sigilmassasaurus brevicollis \| \| \| \| \| \| Spinosaurus aegyptiacus \| \| \| \| |
|              | \| \| Taxon di Gara Samani \| \| \| \| \| \| Sigilmassasaurus brevicollis \| \| \| \| \| \| Spinosaurus aegyptiacus \| \| \| \| |
|              | Taxon di Gara Samani |
|              | |
|              | Sigilmassasaurus brevicollis |
|              | |
|              | Spinosaurus aegyptiacus |
|              | |

|  | Taxon di Gara Samani         |
|  |                              |
|  | Sigilmassasaurus brevicollis |
|  |                              |
|  | Spinosaurus aegyptiacus      |
|  |                              |

## Storia della scoperta

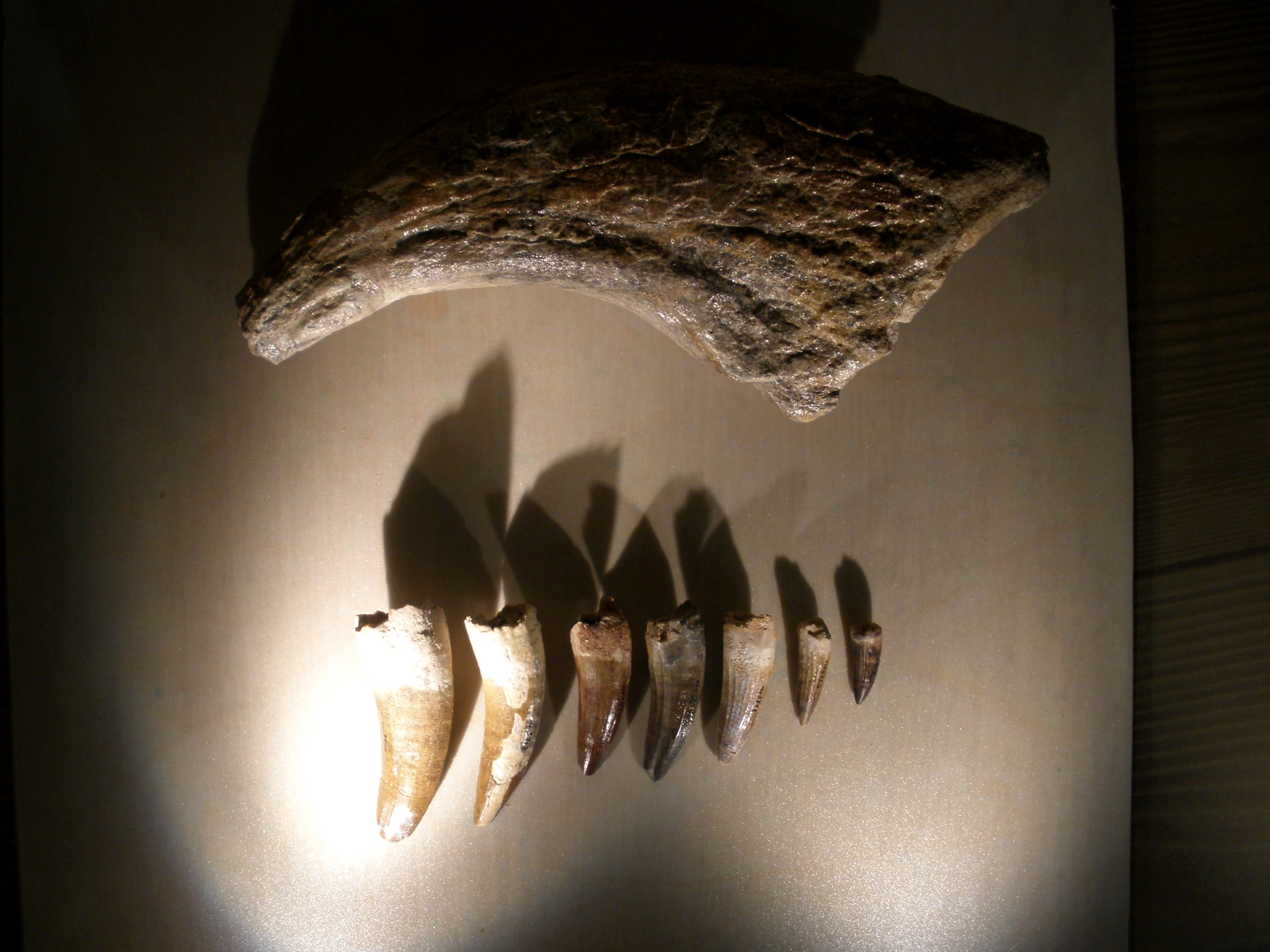
Artiglio e denti di Suchomimus, al Museo di Storia Naturale di Venezia

Nel 1997 il paleontologo Paul Sereno e il suo team fecero una scoperta notevole nel sito di Gadoufaoua, nella Formazione Elrhaz: un esemplare fossile che rappresentava circa due terzi degli elementi scheletrici di un grande teropode carnivoro, in Niger. La prima scoperta, un artiglio di grandi dimensioni del primo dito della mano, è avvenuta il 4 dicembre 1997 grazie a David Varricchio. L'11 novembre 1998, Paul Sereno, Allison Beck, Didier Dutheil, Boubacar Gado, Hans Larsson, Gabrielle Lyon, Jonathan Marcot, Oliver Walter Mischa Rauhut, Rudyard Sadleir, Christian Sidor, David Varricchio, Gregory Wilson e Jeffrey Wilson nominarono e descrissero la specie tipo Suchomimus tenerensis. Il nome generico Suchomimus ("imitatore di coccodrilli") deriva dal greco σοῦχος/souchos, il nome greco per il dio egiziano della testa di coccodrillo Sobek, e μῖμος/mimos "mimo", per via della forma della testa dell'animale che sembra imitare quella dei coccodrilli. Il nome specifico, tenerensis, prende il nome dal deserto del Ténéré dove è stato ritrovato l'animale.
L'olotipo, MNN GDF500, di Suchomimus è stato ritrovato nei letti Tegama della Formazione Elrhaz risalenti all'Aptiano. L'olotipo si compone di uno scheletro parziale privo di cranio, e comprende tre costole cervicali, alcuni elementi di quattordici vertebre dorsali, dieci costole dorsali, alcuni elementi di tre vertebre sacrali, elementi di dodici vertebre caudali, chevron, una scapola, un coracoide, un avambraccio, un lato del bacino e parte di un arto posteriore. La colonna vertebrale era in gran parte articolata, il resto consisteva in ossa disarticolate. Parti dello scheletro erano state esposte sulla superficie del deserto e avevano subito danni da erosione. Inoltre, diversi esemplari sono stati assegnati come paratipi: MNHN GDF 501, un muso; MNHN GDF 502, un osso quadrato; MNHN GDF 503, MNHN GDF 504, MNHN GDF 505, tutti e tre parti di mascelle; MNHN GDF 506: un epistrofeo; MNHN GDF 507, una vertebra cervicale posteriore; MNHN GDF 508, una vertebra dorsale posteriore; MNHN GDF 510, una vertebra caudale; e MNHN GDF 511, un'altra vertebra caudale. I fossili fanno parte della collezione del Musée National du Niger. La descrizione iniziale di Suchomimus era preliminare. Nel 2007 la furcula, trovata durante una spedizione nel 2000, è stata descritta in dettaglio.

## Paleobiologia
Charig e Milner proposero una dieta piscivora per Baryonyx già nel 1986. Ciò è stato successivamente confermato nel 1997 con la scoperta di squame di pesce parzialmente digerite all'interno della gabbia toracica dell'olotipo. Nel 1998 Sereno e colleghi suggerirono una dieta simile per Suchomimus, sulla base del suo lungo muso, la rosetta a forma di cucchiaio alla fine della mascella e i lunghi denti conici che ricordano quelli dei coccodrilli odierni. Il paleontologo americano Thomas Holtz notò che i denti degli spinosauridi erano più adattati ad afferrare e trattenere piuttosto che per lacerare, come si può evincere dall'assenza di dentellature, che nella maggior parte degli altri teropodi sono più sviluppate. L'ampio palato secondario dell'animale, avrebbe reso più solido il palato, permettendogli di resistere meglio alle forze di torsione esercitate dalla preda. Il resto del corpo di Suchomimus non mostra particolari adattamenti ad una vita acquatica. La scoperta di Suchomimus ha rivelato che i crani degli spinosauridi erano significativamente meno profondi, più allungati e stretti di quanto si pensasse in precedenza.
L'uso dei robusti arti anteriori e dei grandi artigli degli spinosauridi rimane ancora un argomento dibattuto. Nel 1986 Charig e Milner ipotizzarono che Baryonyx cacciasse rimanendo accovacciato sulla riva dei fiumi, usando i lunghi artigli per arpionare e tirare fuori i pesci dall'acqua, come un moderno orso grizzly. Nel 1987 il biologo britannico Andrew Kitchener ipotizzò che i lunghi arti e gli artigli ricurvi di Baryonyx fossero usati per aprire le carcasse, ma tale ipotesi è stata criticata dalla maggior parte dei ricercatori che hanno sottolineato che nella maggior parte dei casi una carcassa sarebbe già stata in gran parte svuotata dai suoi predatori iniziali. Uno studio del 2005 del paleontologo canadese François Therrien e colleghi ha ipotizzato che gli arti anteriori degli spinosauridi fossero probabilmente usati per cacciare prede più grandi, dato che il loro muso non poteva resistere allo stress di flessione e alle forze di torsione esercitate dalla preda. In una revisione del 2017 della famiglia, David Hone e Holtz ipotizzarono che gli arti e artigli di questi animali potessero essere usati per scavare in cerca di fonti d'acqua o prede difficili da raggiungere, oltre a scavare nel terreno per costruire nidi.
Uno studio del 2022, confrontando la densità ossea di Suchomimus, Baryonyx e Spinosaurus ha rivelato che gli spinosauridi avevano stili di vita ecologicamente disparati. Lo stesso Suchomimus era più adattato a una vita semi-acquatica, cacciando in acque poco profonde grazie alle sue ossa cave, mentre Baryonyx e Spinosaurus erano in grado di immergersi completamente sott'acqua e inseguendo le loro prede in cacce subacquee. Grazie alle loro ossa più dense e pesanti Baryonyx e Spinosaurus sarebbero stati in grado di immergersi più facilmente e rimanere sommersi, permettendo loro di cacciare sott'acqua e occupare una nicchia ecologica più derivata di Suchomimus.

## Paleoecologia

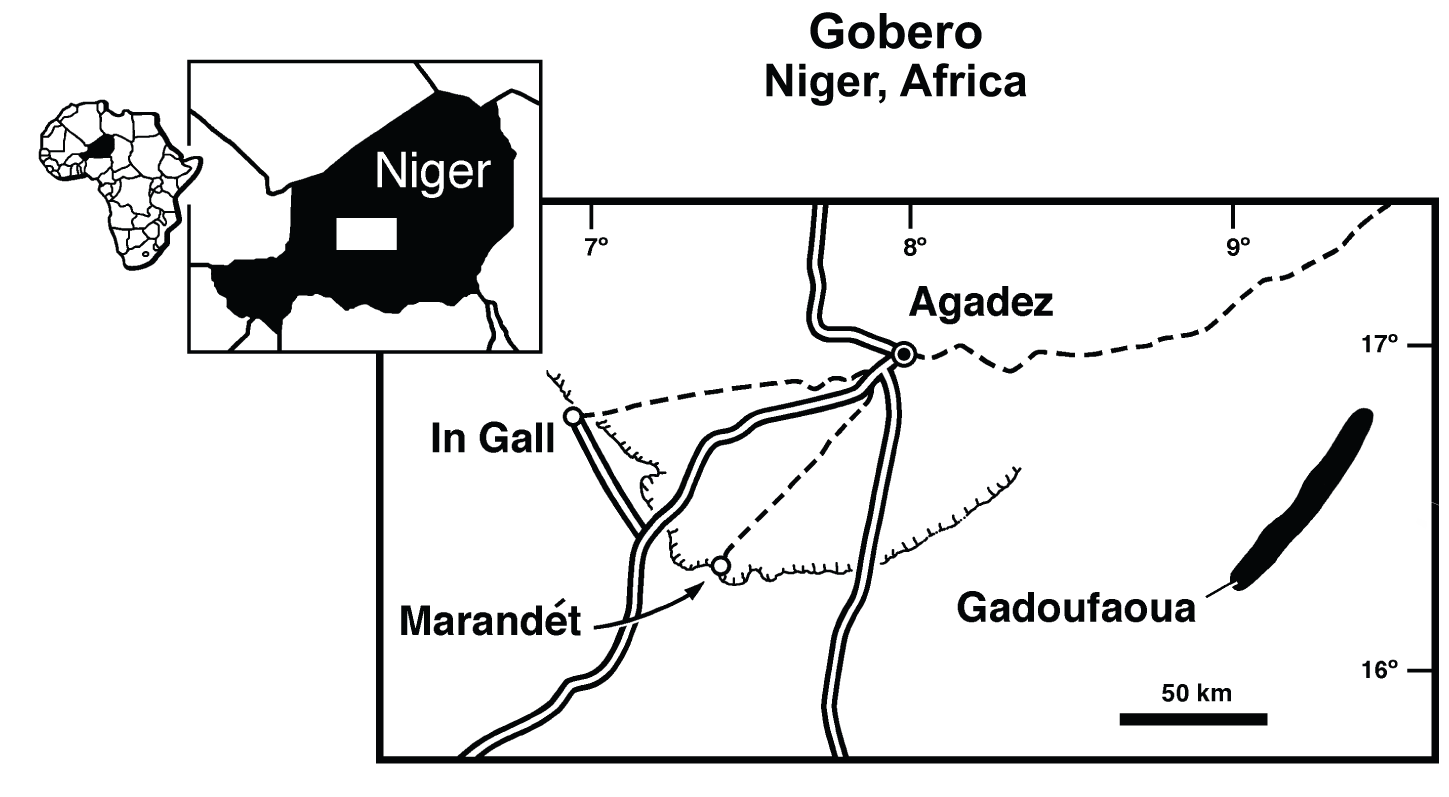
Affioramenti della Formazione Erlhaz, il sito di Gadoufaoua in basso a destra

La Formazione Elrhaz, parte del gruppo Tegama, è costituita principalmente da arenarie fluviali a basso rilievo, molte delle quali sono oscurate dalle dune di sabbia. I sedimenti sono a grana grossa o media, quasi privi di grana fine. Suchomimus visse in quello che oggi è il Niger, durante il tardo Aptiano fino alle prime fasi dell'Albiano, nel Cretaceo inferiore, 112 milioni di anni fa. Gli strati di sedimenti della formazione sono stati interpretati come un habitat interno di estese pianure alluvionali di acqua dolce e fiumi in rapido movimento, con un clima tropicale che probabilmente viveva periodi di siccità stagionali.
Questo ambiente ospitava una varietà di fauna tra cui dinosauri, pterosauri, tartarughe, pesci, squali hybodonti e bivalvi d'acqua dolce. Suchomimus coesisteva con altri teropodi come l'abelisauride Kryptops, il carcharodontosauride Eocarcharia e un noasauride ancora non descritto. I dinosauri erbivori della regione includevano iguanodonti come Ouranosaurus, Elrhazosaurus, Lurdusaurus, e due sauropodi, Nigersaurus e un titanosauro ancora non descritto. I crocodylomorphi erano abbondanti; rappresentati da specie giganti come il pholidosauro Sarcosuchus, nonché da piccoli notosuchi come Anatosuchus, Araripesuchus e Stolokrosuchus. La flora locale probabilmente consisteva principalmente di felci, equiseti e angiosperme, basati sugli adattamenti dietetici dei grandi diplodocoidi che vivevano nella regione.